# سلیونتسی
سلیونتسی (به بلغاری: Sliventsi) یک منطقهٔ مسکونی در بلغارستان است که در شهرستان دوبریچکا واقع شده‌است.